# Rolf Hellmut Foerster

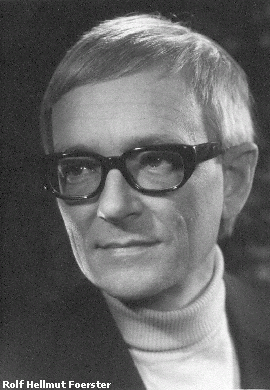
Rolf Hellmut Foerster

Rolf Hellmut Foerster (* 18. Juni 1927 in Karlsruhe; † 16. Dezember 1990 in Freiburg im Breisgau) war ein deutscher Schriftsteller.
Der Sohn des hohen städtischen Beamten und Diplom-Ingenieurs Friedrich Foerster und dessen Ehefrau Liselotte Foerster, geborene Giehne, entzog sich der britischen Kriegsgefangenschaft durch Flucht zu seiner in Calw lebenden Mutter. Seit Abitur erhielt er 1944. Nach dem Krieg machte der Enkel des Verlegers Rudolf Foerster eine Buchhändlerlehre in Stuttgart, an der Universität Tübingen studierte er kurzzeitig Geschichte. Ab 1948 war er als Journalist tätig und 1955 wurde er Verlagslektor. 1957 begann er als Übersetzer zu arbeiten und veröffentlichte seine erste Erzählung. Ab 1963 wirkte er als Buch- und Rundfunkautor. 1963 und 1967 veröffentlichte er zwei einschlägige Bücher über Europa. Seit 1962 verfasste er mehr als 150 Rundfunksendungen über politische und historische Themen für die ARD. Im Jahr 1968 publizierte er Bücher über die Rolle Berlins im europäischen Geistesleben, dann – wohl unter dem Eindruck der Studentenrevolte von 1968/69 – eine Darstellung der vielen Aufstände und Rebellionen in Deutschland (Revolution in Deutschland. Die chronische Utopie 1971), dann zwei Bände über die Gotik (Das Leben in der Gotik, 1977) und den Barock (Die Welt des Barock, 1977). 1980 veröffentlichte er eine Geschichte der menschlichen Evolution (Zwischen Erde und Unsterblichkeit. Das Abenteuer der menschlichen Evolution, 1980). Ein Jahr später folgte ein Buch über das Barock-Schloss (1981). Seit 1973 war Foerster Mitglied des P.E.N.-Zentrums Deutschland gewählt, 1974 wurde der Hobby-Segler Vizepräsident des Internationalen Bodensee-Klubs und wurde ihm der Schubart-Literaturpreis verliehen, 1980/81 erhielt er ein Jahresstipendium des Landes Baden-Württemberg.
Foerster übersetzte, zum Teil mit seiner Frau Iris Foerster, mehr als 200 Bücher aus dem Englischen ins Deutsche, wie etwa zwei wichtige Studien von Arnold Toynbees aus den frühen 1960er Jahren (The Present-Day Experiment in Western Civilisation, America and the World Revolution) unter dem Titel Die Zukunft des Westens, zudem Werke von John Steinbeck, Lin Yutang, György Pálóczi Horváth, Sarvepalli Radhakrishnan, Liddell Hart, Anaïs Nin und R. F. Delderfield.
Er war seit 1955 verheiratet mit Iris Foerster, geborene Stollberg, lebte in Konstanz-Wallhausen und hatte einen Sohn.

## Veröffentlichungen
- mit Ekkehard Böhm, Iris Foerster, Heinrich Goertz, Uta Gote und anderen: Kulturspiegel des 20. Jahrhunderts. 1900 bis heute. Remseck bei Stuttgart 1987.
- Das Barock-Schloß. 1981.
- Zwischen Erde und Unsterblichkeit. Das Abenteuer der menschlichen Evolution. Stuttgart 1980.
- Revolution in Deutschland. Die chronische Utopie. München 1971.
- Die Welt des Barock. München 1970.
- Das Leben in der Gotik. München 1969.
- als Hrsg.: Emmanuel Joseph Sieyès, Abhandlung über die Privilegien. Was ist der dritte Stand? Insel, Frankfurt am Main 1968.
- Die Rolle Berlins im europäischen Geistesleben. Berlin 1968.
- Europa – Geschichte einer politischen Idee. 1967.
- Die Geschichte und die europäische Politik. Bonn 1966.
- Die Idee Europas 1300–1946. Quellen zur Geschichte der politischen Einigung. München 1963.